# Trampolino Sulzenhof
Die Trampolino Sulzenhof in Toblach bestehen aus mehreren Skisprungschanzen. Zur Anlage gehören zwei kleine Schanzen der Kategorie K 22, K 37 und eine mittlere Schanze der Kategorie K 67. Die Schanzen sind nicht mit Matten belegt.

## Geschichte
Im Jahr 1911 baute der damalige Verein eine kleine 20-Meter-Schanze. Nach dem Ersten Weltkrieg baute man im Jahr 1919 zwei neue Schanzen wieder auf. Die zwei Schanzen wurden mehrmals umgebaut und verbessert. Nach dem Zweiten Weltkrieg wurde im Jahr 1950 vom Ingenieur Terschak die geplante „große“ Schanze gebaut. Auf der neuen Schanze wurden nationale und internationale Wettbewerbe ausgetragen. In den Jahren 1970 und 1972 wurden die Schanzen auf 30 und 60 Meter ausgebaut. Für den Ausbau der Schanzen fehlten die nötigen Mittel, so wandte man sich ans CONI, die Landesregierung und an die Gemeinde, die dann die fehlenden Finanzierungsmittel sicherstellten. Im Jahr 2002 wurden die drei Schanzen erweitert und im März 2003 eingeweiht. Von 2005 bis 2009 fanden auf der größten Schanze Springen des Damen-Skisprung-Continental-Cups statt.

## Internationale Wettbewerbe
Genannt werden alle von der FIS organisierten Sprungwettbewerbe
| Datum           | Kategorie       | Schanze | 1. Platz          | 2. Platz       | 3. Platz                   |
| --------------- | --------------- | ------- | ----------------- | -------------- | -------------------------- |
| 19. Januar 2005 | Continental Cup | HS74    | Anette Sagen      | Lindsey Van    | Jessica Jerome             |
| 18. Januar 2006 | Continental Cup | HS74    | Anette Sagen      | Lisa Demetz    | Jessica Jerome             |
| 15. Januar 2007 | Continental Cup | HS74    | Anette Sagen      | Ulrike Gräßler | Daniela Iraschko           |
| 16. Januar 2007 | Continental Cup | HS74    | Anette Sagen      | Ulrike Gräßler | Bigna Windmüller           |
| 3. März 2007    | Junioren        | HS74    | Christoph Stauder | Jan Mayländer  | Aleš Oblak                 |
| 3. März 2007    | Junioren        | HS74    | Daniel Wenig      | André Wesch    | Marco Grigoli              |
| 23. Januar 2008 | Continental Cup | HS74    | Anette Sagen      | Maja Vtič      | Jacqueline Seifriedsberger |
| 21. Januar 2009 | Continental Cup | HS74    | Lisa Demetz       | Evelyn Insam   | Line Jahr                  |